# Vallée de l'Isorno
La vallée de l'Isorno (en italien : Valle Isorno ou Valle dell'Isorno) est une des vallées mineures du val d'Ossola (province du Verbano-Cusio-Ossola) s'élevant près de la localité de Montecrestese, entre le val Formazza et le val Vigezzo. Elle prend son nom du torrent qui l'irrigue.
La vallée, en ligne droite et encaissée, est très faiblement peuplée. Depuis l'alpage Agarina elle se divise en deux, à sa droite le val Agrasino et à sa gauche la vallée du rio Nocca. Dans la partie la plus haute de cette dernière s'étendent les importants alpages de l'Alpe Matogno et du val Cravariola, qui furent jadis le théâtre de batailles sanglantes pour leur possession.
La vallée de l'Isorno se prête aux randonnées alpines à ski ainsi qu'à pieds.